# Karl-Göran Engström
Karl-Göran Torvald Engström, född 3 maj 1939 i Bollnäs, Gävleborgs län, är en svensk ämbetsman.
Engström är son till Thorvald Engström och Anna-Lisa, född Persson. Han blev fil.kand. i Uppsala 1965 och kapten i reserven 1966. Engström var ekonom vid SIDA 1967-1970, kanslisekreterare vid Utrikesdepartementet (UD) 1970-1972 och byrådirektör vid SIDA:s biståndskontor i New Delhi 1972-1973. Engström var chef för SIDA:s biståndskontor i Hanoi 1973-1975, departementssekreterare vid UD 1975-1977 och biträdande exekutivdirektör vid asiatiska utvecklingsbanken i Manila 1977-1979. Han var därefter tillförordnat departementsråd vid UD 1979-1980, kansliråd vid UD 1980-1981 och ambassadör i Gaborone och Maseru 1981-1985 samt Jakarta 1985-1990. Engström var departementsråd vid UD från 1990. Engström var sen som departementsråd sakkunnig i kommittén (UD 1992:01) om översynen av det svenska utvecklingssamarbetet med Moçambique mellan den 1 maj 1992 och den 28 februari 1993 samt ambassadör i New Delhi, jämväl Colombo, Kathmandu och Thimphu 1994-2000.
Engström gifte sig 1963 med bibliotekarie Eva Karlsson (född 1942), dotter till Jonas och Kristina Karlsson.